# Дитя и волшебство
«Дитя́ и волшебство́» (иногда «Дитя и волшебства́» или «Дитя и чары», фр. L’Enfant et les Sortilèges) — одноактная опера-балет (фр. fantasie lyrique — музыкальная фантазия) Мориса Равеля в двух картинах (фр. parties) на либретто Колетт. Номер сочинения по каталогу Марна M.71. Создавалась в период с 1919 по 1925 год. Премьера состоялась 21 марта 1925 года в опере Монте-Карло под управлением Виктора де Сабаты и в хореографии Джорджа Баланчина при участии Русского балета Дягилева. Вторая после «Испанского часа» и последняя завершённая опера Равеля.
Ещё во время написания оперы композитор, по его собственному свидетельству, задумывал это сочинение, как «совершающее отход от всего конвенционального и традиционного» и долженствующее стать произведением из жизни автора. С присущим ему юмором, композитор говорил: «Это хорошо приготовленный стилистический коктейль из всех эпох: от Баха до… Равеля!». Опера «Дитя и волшебство» заслужила высокие оценки критики благодаря виртуозной инструментовке и тонкому психологизму сюжета.
Опера рассказывает о непослушном ребёнке: он не хочет выполнять домашнее задание, за что его наказывает мать. Мальчик громит все вокруг, но предметы и животные взбунтовались и хотят его проучить. На протяжении оперы мальчик меняет своё отношение к окружающему его миру, осознавая последствия своих поступков. Завершается опера общим хором зверей, простивших мальчика. Произведение носит автобиографический характер, о чём упоминал сам Равель. Франсис Пуленк, характеризуя автора «Болеро» и данное сочинение, говорил: «Жизнью Равеля была его мать. В сущности, в опере „Дитя и волшебство“ дитя, которое зовёт „мама“, протягивая руки,— это и есть сам Равель».

## История создания

### Исторический контекст
Созданию оперы «Дитя и волшебство» предшествовал особенный период во французском искусстве во многом переосмысливший мир, увидев его глазами ребенка: конец XIX века ознаменовался во Франции возросшим количеством литературы о детях, для детей и о детстве вообще. Так в 1889 году публицист Ипполит Дюран опубликовал книгу «Царствование ребёнка», где говорил о Викторе Гюго как о поэте детской души. Импрессионисты, в частности, Берта Моризо и Мэри Кассат, изображали детские комнаты и мир, окружающий ребёнка. Необычайной популярностью пользовались детские книги Софьи Ростопчиной — графини Сегюр. Новый взгляд на проблему детского мироощущения представлен ещё в 1853 году в статье Шарля Бодлера «Мораль игрушки», где поэт вспоминал о случае из своего детства и анализировал мир детских мечтаний и особенную роль игрушки в нём: «Игрушка — первое приобщение ребёнка к искусству, или, скорее, она для него первое осуществление этого, и с приходом зрелого возраста никакие совершенные творения не дадут его душе ни той же теплоты, ни того же восторга, ни той же веры».

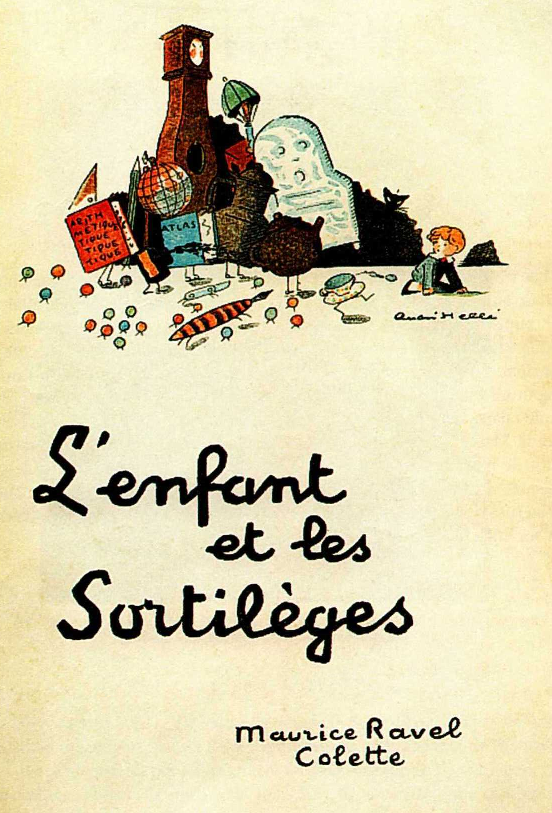
Обложка клавира «Дитя и волшебство» работы Андре Элле, 1925 год.

Отмечая особенное пристрастие Равеля к игрушкам, механизмам и разного рода автоматам, французский философ Владимир Янкелевич писал, что художественный мир Равеля как целое есть «обилие им собственно изобретенных игрушек, кукол и оживших механизмов, помещенных в произведения и созданных в подражание жизни». По мнению американского музыковеда Кэролин Эббейт, в словах Янкелевича угадывается образ комнаты госпожи Панкук, данный Бодлером в «Морали игрушки»: «она открыла дверь какой-то комнаты, где предо мной предстало необычайное и воистину феерическое зрелище. Стен не было видно, настолько они были увешаны игрушками. За их пышным цветением скрывался потолок, откуда они свисали гроздьями, подобно чудесным сталактитам». Вместе с тем, определение Янкелевича напрямую подводит к образам из оперы «Дитя и волшебство», где действие первой картины происходит в комнате с ожившими объектами. Сходную мысль выразил И.И.Мартынов в своей монографии о Равеле: «Оперу „Дитя и волшебство” можно назвать дивертисментом игрушек. Они, вместе с животными и фантастическими персонажами, играют главную роль в этой истории о непослушном мальчике, перевоспитанном благодаря их воздействию».
Французская музыка belle époque богата на произведения для детей: жанр детского фортепианного цикла представлен в произведениях Жоржа Бизе («Детские игры»), Габриеля Форе («Долли») Клода Дебюсси («Детский уголок», а также балет для фортепиано «Ящик с игрушками»), Андре Капле («Un tas de petites choses») и, наконец, самого Равеля («Моя Матушка-Гусыня»). Как отмечает исследователь Эмили Килпатрик, «композиторы Третьей Республики переключились с идеализированного романтического детства Шумана на переполненные детские комнаты и бьющую ключом семейную жизнь их деятельного парижского общества».
В сравнении с этими детскими сочинениями изображение ребёнка было кардинально переосмыслено Модестом Мусоргским в его «Детской». «Детская» напоминает почти монооперу и демонстрирует внутренний мир ребёнка. Равель знал это сочинение: существует оркестровка, датированная 1922 годом. Начальная сцена оперы Равеля почти в точности повторяет номер «Детской» В углу: ребёнок наказан мамой за провинность. В музыкальном плане отголоски «Детской» с характерными параллельными секундами и особой просодией слышны не только в «Дите», но и в «Рождестве игрушек» или «Естественных историях», считает Янкелевич.
В 1931 году Равель пишет автобиографическое эссе «Ленивое дитя, каким я был…» (фр. Mes souvenirs d'enfant paresseux), в котором исследователи видят намек на самую первую сцену оперы: дитя, «обуреваемый ленью» не хочет делать уроки.

### Колетт и Руше

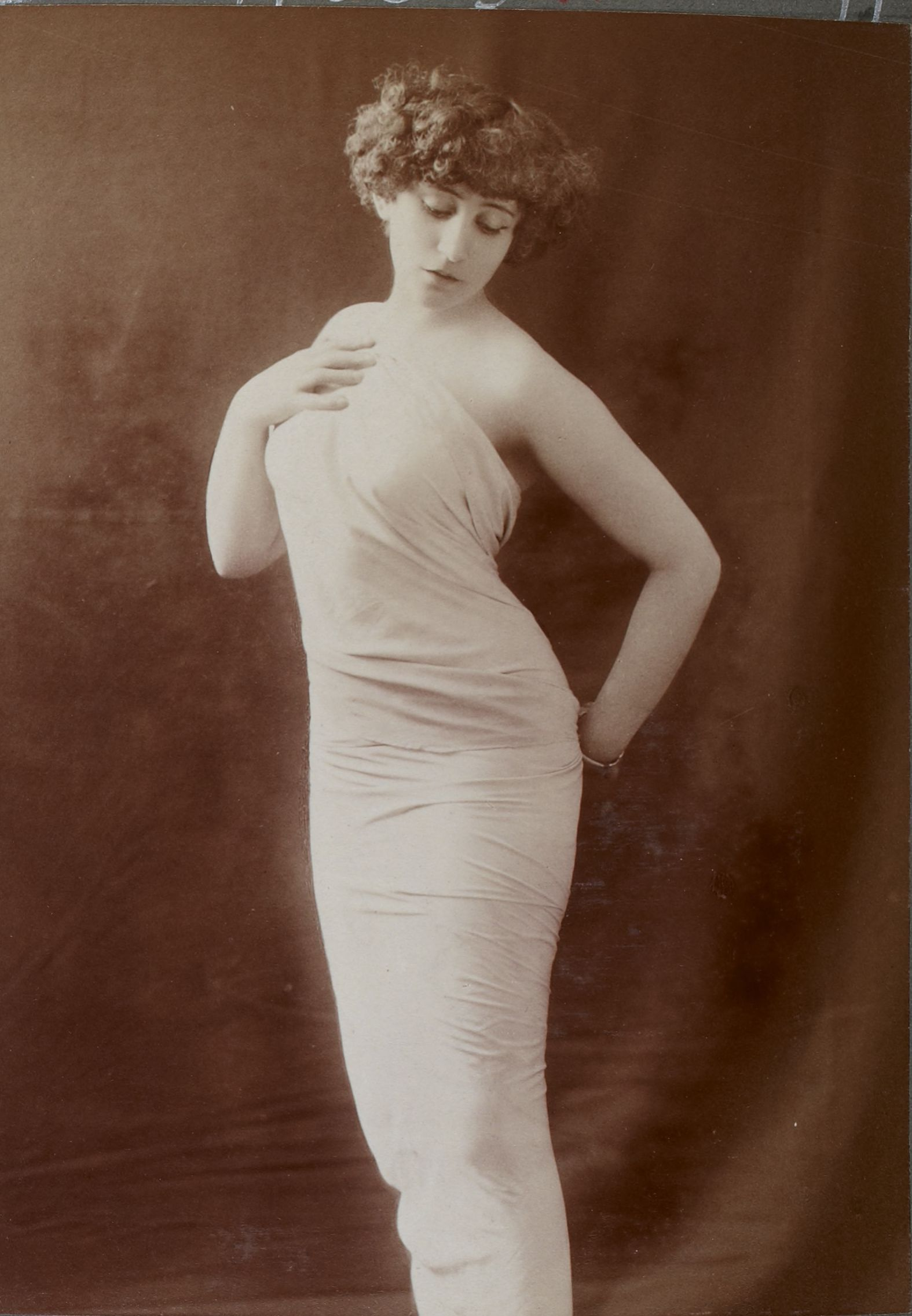
Портрет Колетт 1910-х годов

Впервые Равель и Колетт пересеклись ещё в 1900 году. Встреча состоялась в известном парижском салоне Мадам де Сен-Марсо (фр. Mme de Saint-Marceaux) на бульваре Мальзерб. Десятилетия спустя, писательница вспоминала в своём эссе «Музыкальный салон в 1900 году»:

Вероятно, из своей скрытой скромности, Равель сохранял отстраненный вид и разговаривал сухо. Но когда я услышала его музыку, то вначале ощутила любопытство, а затем привязанность, покрытую шармом легкой тревоги от неожиданности и чувственно-лукавой притягательности нового искусства — вот все, что я знала о Морисе Равеле в течение долгих лет.
Оригинальный текст (фр.)Peut-être  secrètement  timide, Ravel gardait un air distant, un ton sec. Sauf que j’écoutai sa musique, que je me pris, pour elle, de curiosité d’abord, puis d’un attachement auquel le léger malaise de la surprise, l’attrait sensuel et malicieux d’un art neuf ajoutaient des charmes, voilà tout ce que je sus de Maurice Ravel pendant bien des années. 
— Colette. «Un salon de musique en 1900»
Колетт часто обращалась к своим детским воспоминаниям. Важный мотив её произведений — чарующий мир зверей, в особенности кошек, как например в её книге «Диалоги животных». По мнению А. Оренштейна, это обстоятельство явилось одним из связующих звеньев между Колетт и Равелем, написавшем ещё в 1906 году вокальный цикл «Естественные истории» — сборник различных портретов животных. Другим немаловажным пересечением между писательницей и композитором является то, что Колетт написала либретто после смерти своей матери. Равель, побывавший на фронте и непрестанно беспокоящейся о своей матери, примется за сочинение оперы уже после её смерти. Наконец, и Колетт и Равель глубоко были затронуты Первой Мировой Войной. По словам В. Смирнова, в своей второй опере «возможно, Равель выступает против разрушительных последствий войны в душах людей».
К 1914 году относится беглое упоминание имени Колетт в письме Равеля к Сипа Годебскому.

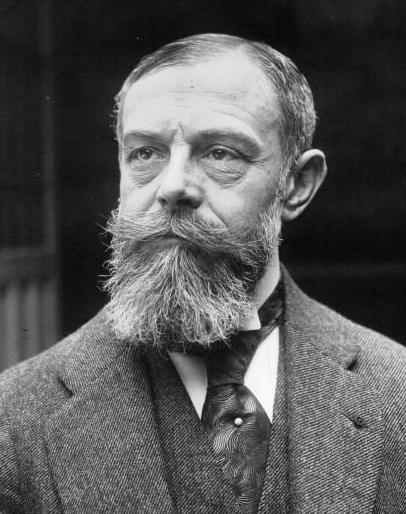
Жак Руше в 1914 году

В этом же году недавно назначенный директор Гранд-опера Жак Руше предложил Колетт написать либретто. Известно о письме Колетт, адресованном Руше ещё в 1913 году, в котором она говорит, что «думает о дивертисменте». В марте 1916 года Руше вновь обращается к писательнице и получает от неё ответ: «Уважаемый Господин Руше, я окончила работу. От последней трети текста я отказалась и переписала его. Хотелось бы узнать, разделяете ли Вы благосклонное мнение Сиди по поводу Балета для моей дочки». «Балет для моей дочки» — именно так называлось первоначальное либретто будущей оперы. Известно, что впоследствии композитор отверг данное название либретто, сказав, что он, Равель, дочки не имеет.
По видимому в 1925 году, когда опера уже была завершена, Колетт писала Равелю по поводу посвящения «Дитя и Волшебство» её дочери — Колетт де Жувенель, а в 1926 году Равель сам упоминал Колетт де Жувенель в качестве лица, которому посвящена опера. По невыясненным причинам, посвящение дочери Колетт так и не было указано ни в первом издании партитуры, ни в последующих изданиях.
Сохранились свидетельства Колетт и Руше о начальном периоде написания либретто. Руше в 1939 году вспоминал: «Долгое время я был убежден в необходимости создания новой формы оперного либретто, способного воздействовать, взволновать и затронуть юного слушателя <…> встретив мадам Колетт в салоне одного моего друга, я предложил ей применить её дар воображения к балетному или оперному сценарию». По словам Руше, через короткое время он получил от Колетт либретто и попросил Равеля положить его на музыку. Колетт, в свою очередь, так говорит о начале будущей оперы: «Я все ещё не могу объяснить каким образом я, работающая медленно и мучительно, смогла предоставить Руше „Дитя и волшебство“ в менее чем восьмидневный срок... Ему понравилась эта маленькая вещь и он предложил её нескольким композиторам, имена которых я вежливо, насколько могла, приняла. „Но“, — сказала я после паузы — „если я предложу Вам Равеля?“ <...> „Не будем обманываться“, — ответил Руше — „это может занять довольно продолжительное время, даже если предположить, что он согласится…“».
Между тем, несмотря на свидетельства Колетт и Руше, в действительности Равель не был в числе первых, к кому обратились за написанием музыки. Так, в марте 1916 года Колетт пишет Руше: «Вот Балет для моей дочки — слышно ли что-то от Дюка?». Поль Дюка, меж тем, отклонил предложение о написании балета. Следующим композитором, к которому обратился Руше был Игорь Стравинский. Сохранилось недатированное письмо Колетт к Стравинскому, в котором она предлагает ему своё либретто. Следов письменного ответа композитора не сохранилось, однако очевидно, что предложение Руше не было воплощено в жизнь автором «Петрушки». Летом 1916 года Колетт продолжает писать Руше по поводу поисков композитора.

### Совместная работа с Колетт

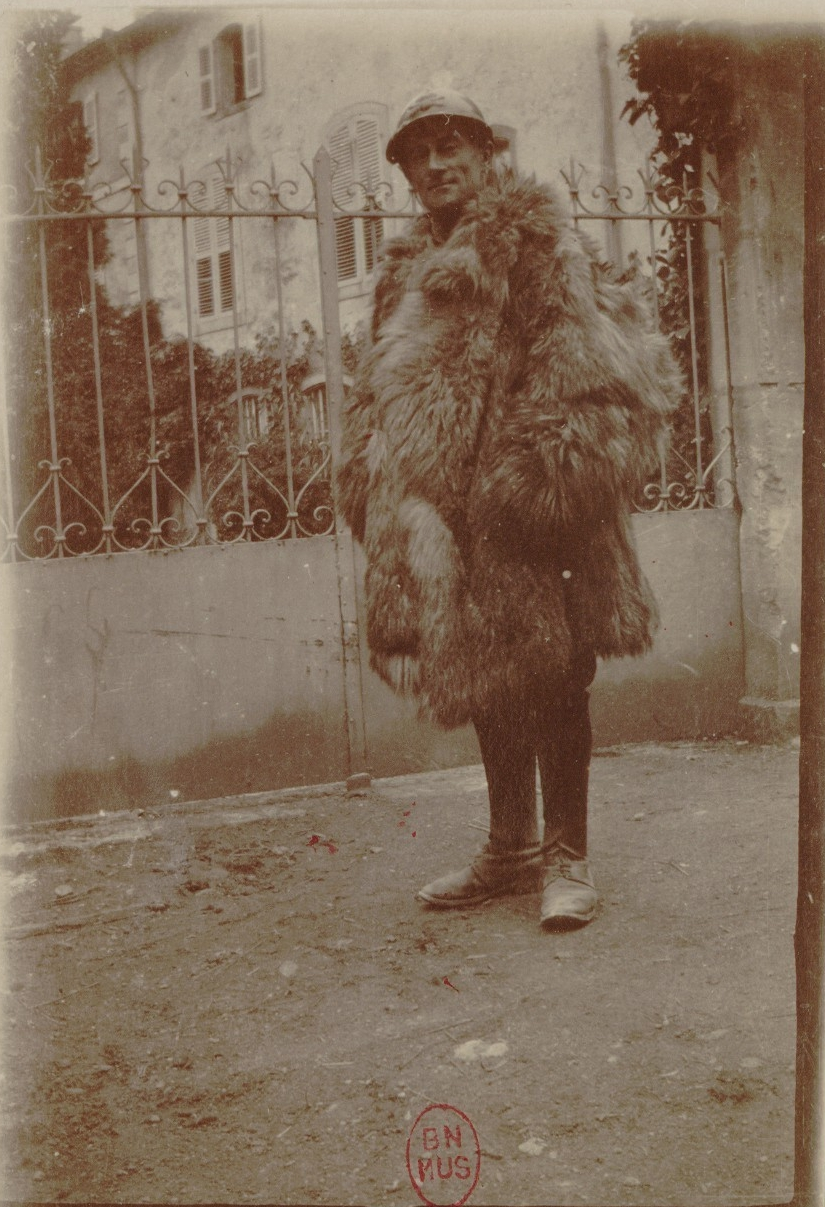
Равель — солдат. Снимок 1916 года

В марте 1916 года Равель покинул Париж, направляясь на фронт. Окончательное возвращение Равеля последовало чуть более, чем через год — в июне 1917 года. Примерно к этому периоду относится получение им либретто, которое уже было отослано ему ранее, но по разным причинам не попало к нему в руки. В письме от 20 июня 1917 года Равель спрашивал своего друга Люсьена Гарбана о почтовом адресе Колетт. Колетт получила сообщение от Равеля через Руше. Однако, на этом вплоть до начала 1919 года опосредованное сообщение между Равелем и Колетт прерывается, несмотря на то, что Колетт несколько раз пыталась узнать о судьбе своей рукописи у Руше.
В одном из писем Колетт шутила «когда же наконец будет Дивертиссмент для моей… внучки?». Хотя Равель ознакомился с либретто Колетт еще в 1918 году, однако первые правки либретто относятся к 1919 году, во время пребывания композитора в Межеве. В этом же году Равель впервые пишет Колетт. Вместе с тем, первые наброски музыки были сделаны только в 1920 году.
27 февраля 1919 года, находясь в Межеве, Равель впервые пишет Колетт:

Сударыня,
в то время, когда Вы выражали Руше сожаление о моем молчании, я, в своих снежных глубинах, думал спросить Вас желаете ли Вы по-прежнему работать с таким отсутствующим коллегой как я. Состояние моего здоровья — единственное мое извинение: в течение продолжительного времени я уже думал, что ничего больше не смогу делать. Поверьте, тем мне лучше: желание работать, кажется, возвращается. Здесь работать не возможно, но как только я вернусь в начале апреля, я надеюсь приняться за сочинение и начать с нашей оперы. По правде говоря, я уже над ней работаю: я делаю пометки, правда отнюдь не нотные, и даже думаю об изменениях [в либретто]: не бойтесь, речь не о купюрах, даже наоборот. Например: не может ли быть развита речь белки? Представьте все, что может сказать белка о лесе и как это может вылиться в музыке! Или ещё: что Вы думаете о чашке и чайнике — чёрном веджвудском сервизе (sic), который поет регтайм? Признаюсь, что у меня есть идея дать петь этот дуэт двум неграм из Национальной Академии Музыки [Гранд-Опера]. Отметьте, что форма куплета и рефрена прекрасно встраивается в ход этой сцены: жалобы, препирательства, неистовство, выговор. Вы, вероятно, возразите, что афро-американский жаргон не Ваш конек. Не зная ни слова по-английски, я поступлю так же как Вы — распутаю это дело. Буду Вам благодарен за Ваше мнение о двух приведенных предложениях.
Примите, дорогая Мадам [Колетт], уверения в живейшей артистической симпатии преданного Вам

Мориса Равеля
Оригинальный текст (фр.)Chère Madame,

Dans le même temps que vous manifestiez devant Rouché le regret de mon silence, je songeais, du fond de mes neiges, à vous demander si vous vouliez encore d'un collaborateur aussi défaillant. L'état de ma santé est ma seule excuse : pendant longtemps, j'ai bien craint de ne pouvoir plus rien faire. Il faut croire que je vais mieux : l'envie de travailler semble revenir. Ici, ce n'est pas possible ; mais, dès mon retour, au commencement d'avril, je compte m'y mettre, et commencer par notre opéra. À la vérité, j'y travaille déjà : je prends des notes, sans en écrire une seule, je songe même à des modifications... N'ayez pas peur : ce n'est pas à des coupures ; au contraire. Par exemple : le récit de l'écureuil ne pourrait-il se développer ? Imaginez tout ce que peut dire de la forêt un écureuil, et ce que ça peut donner en musique ! Autre chose : que penseriez-vous de la tasse et de la théière, en vieux Wegwood (sic) noir, chantant un ragtime ? J'avoue que l'idée me transporte de faire chanter un ragtime par deux nègres à l'Académie Nationale de Musique. Notez que la forme, un seul couplet, avec refrain, s'adapte parfaitement au mouvement de cette scène : plaintes, récriminations, fureur, poursuite. Peut-être m'objecterez-vous que vous ne pratiquez pas l'argot nègre-américain. Moi qui ne connais pas un mot d'anglais, je ferais comme vous : je me débrouillerais. 
Je vous serais reconnaissant de me donner votre opinion sur ces deux points, et de croire, chère Madame, à la vive sympathie artistique de votre dévoué

Maurice Ravel

В своём ответном письме от 5 марта 1919 года Колетт с энтузиазмом соглашается с предложениями по изменению либретто, а в декабре того же года публикует интервью, озаглавленное «Колетт — либреттист балета Равеля». Наброски начальных сцен будущей оперы были сделаны в элегантном замке старого друга Равеля Пьера Аура (фр. Pierre Haour), находившемся в Шатонёф-ан-Тимере.

### Завершение работы

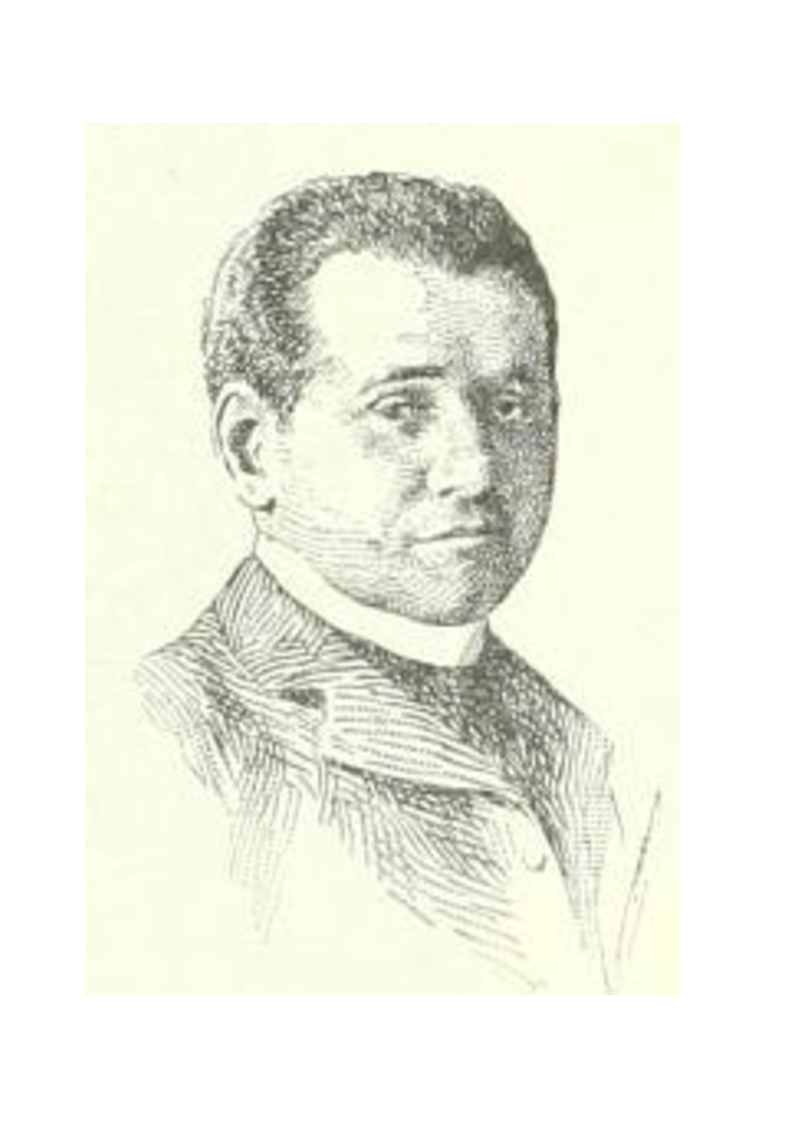
Рауль Гюнсбург

Работа, прерванная многочисленными концертами в Европе, едва ли продвинулась к 1924 году. В этот период Равель, в числе прочего, оркестровал «Картинки с выставки» Мусоргского, начинал оркестровку его же «Детской», сочинил Сонату для скрипки и фортепиано и рапсодию для скрипки «Цыганка». Поворотным моментом явилось посещение Равеля Раулем Гюнсбургом — импресарио, театральным режиссёром и композитором, возглавлявшем оперу Монте-Карло длительный период с 1892 по 1951 год. Равель так описывает эту встречу в своём интервью в 1925 году: «Я начал работу над оперой весной 1920 года и… я остановился. Было ли это связано с трудностями постановки или с моих плохим самочувствием? Одним словом, я не работал. И вместе с тем продолжал думать над оперой все время. И вдруг, прошлой весной, Гюнсбург свалился на меня будто бомба, правда бомбы меня уже не удивляли. Но Гюнсбург меня удивил: „Ваш Испанский час был триумфом в Монте-Карло. Дайте-ка мне что-нибудь новое поскорей!“». Равель дал обязательство закончить оперу не позднее 31 декабря 1924 года, что объясняет необыкновенную интенсивность работы в течение данного периода. Красноречивы письма этого времени: «Тружусь не отрываясь, никого не вижу, выхожу ровно на столько времени, сколько необходимо, чтобы не подохнуть; если „Дитя и волшебства“ не поспеют к сроку, не моя в том будет вина...». Сочинение оперы проходило в предместье Парижа Монфор-л’Амори, в частном доме композитора «Бельведер» (ныне дом-музей).
Напряжённая работа Равеля увенчалась успехом: опера была окончена в срок. Остается до конца не выясненной причина исчезновения Руше и Гранд-Опера из корреспонденции Равеля по вопросам будущей постановки. Среди вероятных причин называется чрезмерно большая сцена Гранд-Опера, усталость со стороны Руше от ожидания окончания затянувшейся работы, а также финансово более выгодное предложение Гюнсбурга.
Вслед за премьерой в Монте-Карло опера исполнялась в парижской Опера-Комик, в брюссельском Ля Монне, но ни единого раза при жизни Равеля в Гранд-Опера. Известно о переписке Равеля и Руше и тщетных попытках организовать исполнение в Гранд-Опера до самой смерти композитора. Причины затягивания постановки со стороны Руше остаются до конца невыясненными и по сей день. В 1936 году Равель говорил своему другу дирижеру Манюэлю Розенталю, что «было бы замечательно наконец услышать в тишине мою музыку». Розенталю удалось организовать концертное исполнение оперы, но по горькой иронии судьбы, оно состоялось утром в день смерти Равеля — 28 декабря 1937 года. Впервые «Дитя и волшебство» прозвучит на сцене Гранд-Опера уже после смерти Равеля — 17 мая 1939 года, при участии Руше.

## Содержание

### Действующие лица
| Роль                                                                              | Голос                | Диапазон вокальной партии | Исполнитель на премьере 21 марта 1925 года (Дирижёр: Виктор де Сабата)     |
| --------------------------------------------------------------------------------- | -------------------- | --- | -------------------------------------------------------------------------- |
| Дитя                                                                              | меццо-сопрано        | \new Staff \with { \omit TimeSignature \omit BarLine } {\clef treble des'1\glissando gis'' }                                                                             | Мария-Тереза Голей (фр. Marie-Thérèse Gauley)                              |
| Мать                                                                              | контральто           | \new Staff \with { \omit TimeSignature \omit BarLine } { \clef treble ais1\glissando e'' }                                                                               | Орсони                                                                     |
| Кушетка                                                                           | сопрано              | \new Staff \with { \omit TimeSignature \omit BarLine } { \clef treble bes1\glissando bes'' }                                                                             | Нарсэ                                                                      |
| Китайская чашка                                                                   | меццо-сопрано        | \new Staff \with { \omit TimeSignature \omit BarLine } { \clef treble b1\glissando f'' }                                                                                 | Люси                                                                       |
| Огонь                                                                             | колоратурное сопрано | \new Staff \with { \omit TimeSignature \omit BarLine } { \clef treble d'1\glissando d''' }                                                                               | Матильда                                                                   |
| Принцесса                                                                         | колоратурное сопрано | \new Staff \with { \omit TimeSignature \omit BarLine } { \clef treble f'1\glissando b'' }                                                                                | Билон                                                                      |
| Кошка                                                                             | меццо-сопрано        | \new Staff \with { \omit TimeSignature \omit BarLine } { \clef treble bis1\glissando gis'' }                                                                             | Альбертина Дюбуа-Ложе (фр. Albertine Dubois-Lauger)                        |
| Стрекоза                                                                          | меццо-сопрано        | \new Staff \with { \omit TimeSignature \omit BarLine } { \clef treble bes1\glissando f'' }                                                                               | Луиза-Паулина-Мари Эритт-Виардо (фр. Louise-Pauline-Marie Héritte-Viardot) |
| Соловей                                                                           | колоратурное сопрано | \new Staff \with { \omit TimeSignature \omit BarLine } { \clef treble gis'1\glissando f''' }                                                                             | Фолиге                                                                     |
| Летучая мышь                                                                      | сопрано              | \new Staff \with { \omit TimeSignature \omit BarLine } { \clef treble f'1\glissando ges'' }                                                                              | Лакруа                                                                     |
| Сова                                                                              | сопрано              | \new Staff \with { \omit TimeSignature \omit BarLine } { \clef treble c'1\glissando f'' }                                                                                |                                                                            |
| Белка                                                                             | меццо-сопрано        | \new Staff \with { \omit TimeSignature \omit BarLine } { \clef treble \cadenzaOn c'1\glissando g'' \teeny \hide Stem \parenthesize b''4^\markup { \italic крик } }       | Лекур                                                                      |
| Пастушка                                                                          | сопрано              | \new Staff \with { \omit TimeSignature \omit BarLine } { \clef treble e'1\glissando a'' }                                                                                | Хорина                                                                     |
| Пастух                                                                            | контральто           | \new Staff \with { \omit TimeSignature \omit BarLine } { \clef "treble_8" b,1\glissando e' }                                                                             |                                                                            |
| Кресло                                                                            | бас-кантандо         | \new Staff \with { \omit TimeSignature \omit BarLine } { \clef bass ges,1\glissando g' }                                                                                 | Жульен Лафон (фр. Julien Lafont)                                           |
| Стенные часы                                                                      | баритон              | \new Staff \with { \omit TimeSignature \omit BarLine } { \clef bass bes,1\glissando g' }                                                                                 | Эдмон Варнери (фр. Edmond Warnéry)                                         |
| Фарфоровый чайник (чёрный Веджвуд)                                                | тенор                | \new Staff \with { \omit TimeSignature \omit BarLine } { \clef "treble_8" \cadenzaOn es1\glissando a' \teeny \hide Stem \parenthesize f''4^\markup { \italic фальцет } } | Гастон Дюбуа (фр. Gaston Dubois)                                           |
| Маленький старичок (Учитель арифметики)                                           | тенор-альтино        | \new Staff \with { \omit TimeSignature \omit BarLine } { \clef "treble_8" \cadenzaOn e1\glissando b' \teeny \hide Stem \parenthesize e''4^\markup { \italic фальцет } }  | Анри Фабер (фр. Henri Fabert)                                              |
| Кот                                                                               | баритон              | \new Staff \with { \omit TimeSignature \omit BarLine } { \clef bass b,1\glissando gis' }                                                                                 |                                                                            |
| Дерево                                                                            | бас                  | \new Staff \with { \omit TimeSignature \omit BarLine } { \clef bass d1\glissando d' }                                                                                    | Владимир Байдаров                                                          |
| Лягушка                                                                           | тенор                | \new Staff \with { \omit TimeSignature \omit BarLine } { \clef "treble_8" fis1\glissando fis' }                                                                          | Сольер                                                                     |
| Скамья, диван, пуф, качалка, цифры, пастушки, пастухи, лягушки, животные, деревья |                      | |                                                                            |

### Сюжет
Формально опера не имеет деления на завершённые номера. В монографии о Равеле исследователь его творчества В. В. Смирнов отмечает, что «опера состоит из закругленных, но разомкнутых вокальных номеров, нередко перерастающих в сцены». В целом же, опера делится на две картины: дома и в саду.

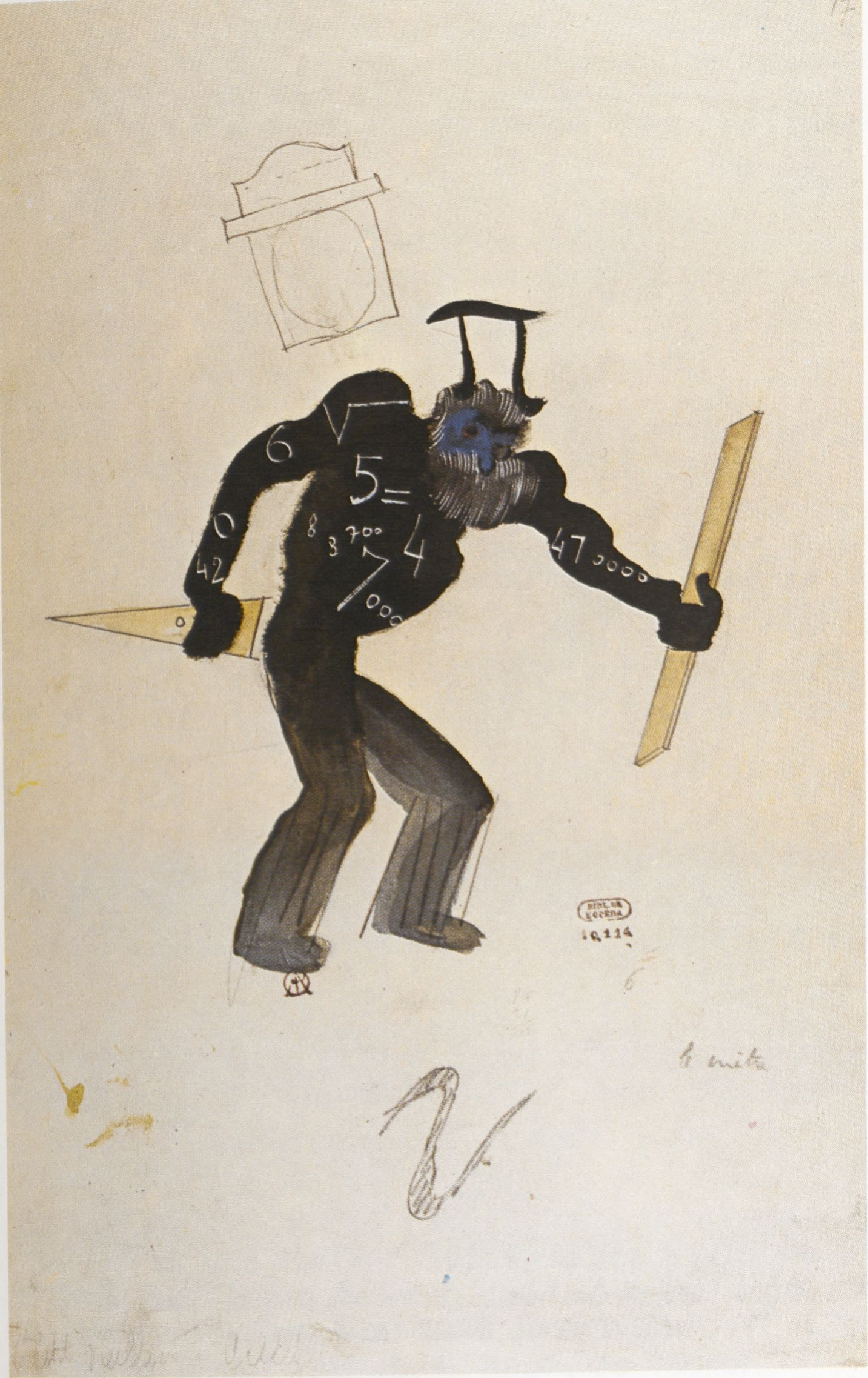
Костюм учителя арифметики (Маленького старичка), эскиз Поля Колена к постановке 1939 года

#### Картина первая, дома
Комната с низким потолком в старомодном деревенском домике в Нормандии. В ней — большие зачехлённые кресла, а также большие напольные деревянные часы с флоральными узорами. На обоях изображены пейзанские сценки. Рядом с окном подвешена круглая беличья клетка. На медленном огне большого камина булькает чайник. Чайнику вторит кот. Полдень. Мальчик лет шести-семи сидит за уроками, он охвачен ленью: царапает ручку, скребет затылок и вполголоса напевает.
Открывается дверь и входит Мама, точнее сказать, юбка (пропорции предметов и вещей даны так, чтобы подчеркнуть маленький рост Мальчика). Видна нижняя часть шелкового фартука, железная цепочка, на которой болтаются ножницы и, наконец, рука. Мама принесла чай. Её рука с указательным пальцем вопросительно поднимается: «Был ли послушным ребёнок? Сделал ли он уроки?» Мальчик, ничего не отвечая, сползает вниз с надутым видом и даже показывает язык. Мама выходит из комнаты. Мальчик, конечно, наказан — он должен оставаться один в комнате и не может выходить до самого ужина. Внезапно Дитя теряет терпение и принимается крушить все вокруг: разбивает чашечку с блюдцем, колет белку писчим пером, тащит кота за хвост, ворошит кочергой огонь в камине и опрокидывает кипящий в камине чайник, что вызывает облако дыма и пепла. Затем, размахивая кочергой будто мечом, он направляется к обоям, отрывая от них большие лоскуты. Он открывает напольные часы и тянет за баланс, выводя его из строя. Наконец, он кидается на свои книги и рвет их, издавая при этом громкий радостный крик. Все это длится несколько мгновений в сопровождении чрезвычайно оживленной музыки.
С этого момента Мальчик начинает осознавать то, что он натворил. К его немалому удивлению, этому будут способствовать непосредственные жертвы его недавнего буйства.
Первым протестует Кресло, которое уходит от нападок Мальчика, защищая Кушетку. К ним постепенно присоединяются и остальные объекты, несогласные с агрессивной дерзостью. Часы вследствие атаки мальчика без остановки бьют. Мальчик подавлен нарастающим напряжением. Английский Чайник и китайская Чашка поют политональный дуэт на загадочном ломаном языке. После зажигательной тарантеллы вышедшего из камина Огня и пасторальной сцены пастухов, оплакивающих разрушенный мир, Дитя бросается на пол в слезах. Из недавно разорванной книги внезапно появляется Фея сказок, укоряющая Мальчика. Фея исчезает. Мальчик пытается найти окончание сказки, но вместо нужных страниц ему попадаются лишь страницы учебников. Возникает Учитель арифметики (Маленький старичок) в окружении цифр, доводящих Дитя своим инфернальным танцем до головокружения. Опустошенный, Мальчик приходит в себя под звуки дуэта-ноктюрна Кота и Кошки.

#### Картина вторая, в саду

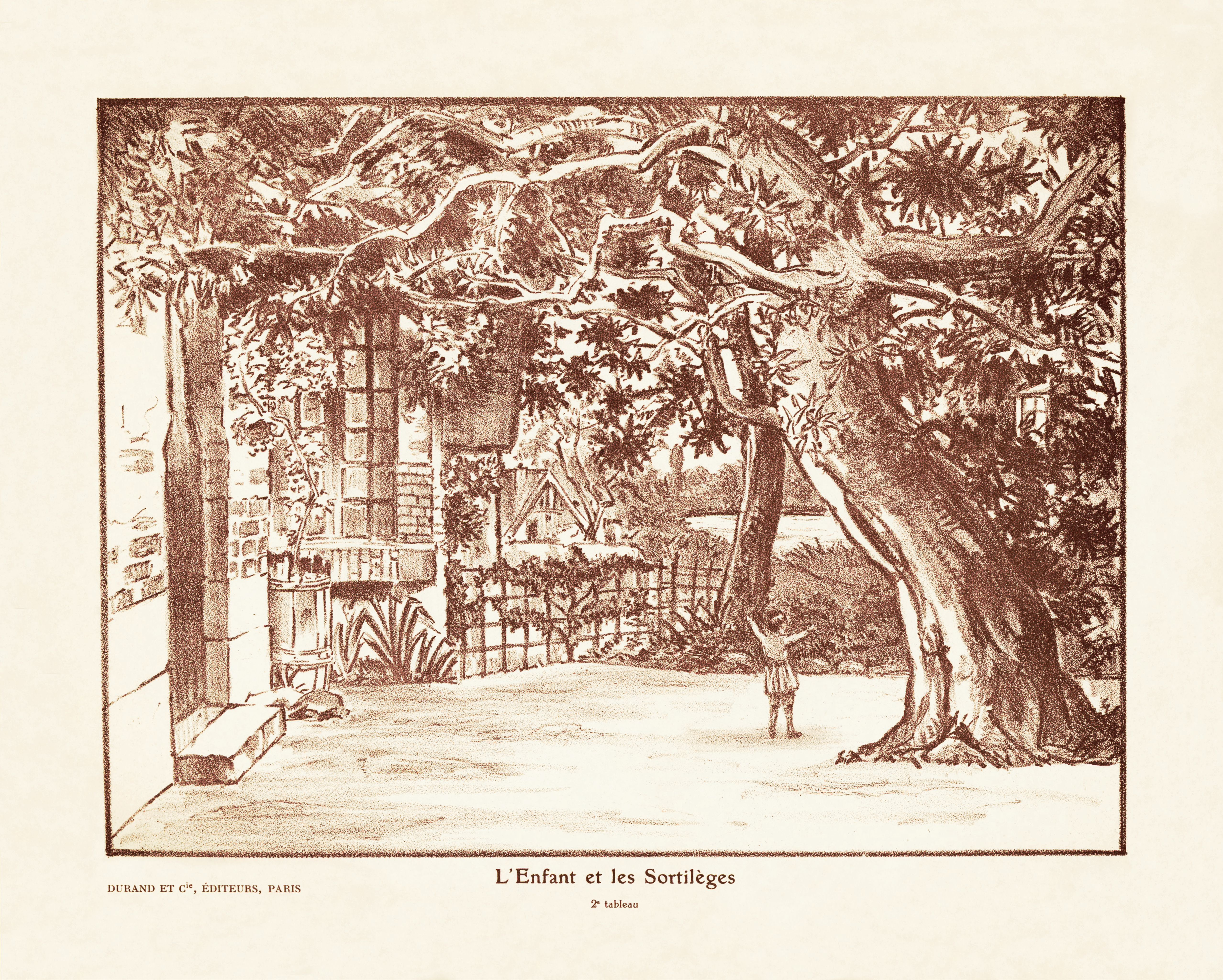
Декорации ко второй картине, парижская премьера в Опера-Комик 1926 года.

Мальчик в саду. Его окружает «музыка насекомых, лягушек, жаб, смех совы, шепот ветерка и соловьи» (примечание Равеля в партитуре). Сад — привычное для Мальчика место проказ: не раз он грубо здесь обходился с деревьями и населяющей его фауной. Мальчик сперва обрадован тем, что очутился в саду. Однако и здесь Дитя не находит утешения: жалуется Дерево, которому досталось от него перочинным ножиком, жалуется Стрекоза, чью подругу Мальчик посадил на булавку. Летучая мышь сокрушается утратой другой летучей мыши, погибшей от удара палкой. Звери собираются отомстить Мальчику и спорят между собой. В какой-то момент о Мальчике забывают. Он оказывается в одиночестве в компании раненой хромающей Белки, пострадавшей в оживленной толпе зверей. Дитя хочет помочь ей и перевязывает лапку на глазах у всех, что заставляет зверей по-другому посмотреть на Мальчика. Последние слово, произнесенное им прежде, чем упасть без сил — мама. Хор зверей, сопровождающих Мальчика до дома, вторит ему: «мама». Мальчик прощён.

## Оркестровка

### Состав оркестра

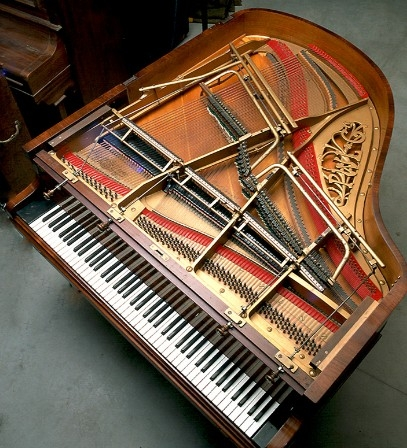
Лютеал — запатентованная в 1919 году модификация фортепиано

| Струнные |
| скрипки I и II, альты, виолончели, контрабасы, арфа |
| Деревянные духовые |
| 2 флейты, флейта-пикколо, 2 гобоя, английский рожок, 2 кларнета, кларнет-пикколо in Es, бас-кларнет, 2 фагота, контрафагот, джазовая флейта (или кулисная флейта, цуг-флейта) |
| Медные духовые |
| 4 валторны in F, 3 трубы in C, 3 тромбона, туба |
| Клавишные |
| фортепиано или лютеал |
| Ударные |
| 2 литавры, литавра-пикколо in D, челеста, треугольник, тарелки, большой барабан, там-там, хлопушка, трещотка, терка, вуд-блок, эолифон, античные тарелочки, ксилофон          |

### Особенности оркестровки
Оркестровка Равеля отличается значительным разнообразием и изобретательностью. Состав оркестра — тройной. Нередки divisi струнных на 4 в каждой группе (среди скрипок, альтов и виолончелей, например в цифре 31), часто используются флажолеты, в особенности контрабасовые. С привычным составом оркестра, однако, соседствует расширенная группа ударных и шумовых инструментов. Среди них эолифон или ветряная машина, джазовая флейта с кулисой, позволяющая делать глиссандо, сырная терка. Отдельно следует сказать о лютеале — сконструированной в 1919 году модификации фортепиано, запатентованной бельгийским органным мастером Жоржем Клутенсом. Как известно, лютеал ранее использовался Равелем в «Цыганке». В партитуре «Дитя и волшебство» Равель указывает, что при отсутствии лютеала следует использовать пианино и «положить лист бумаги на струны в указанных местах, чтобы имитировать клавесинное звучание». Нечто подобное до Равеля уже проделывал Эрик Сати в своей музыкальной комедии «Плот Медузы» (фр. Le piège de Méduse): в 1914 году, во время закрытого исполнения сочинения в фортепианной версии, Сати подкладывал листы бумаги между струнами и молоточками, чтобы добиться характерного эффекта.
Сопоставление привычных и откровенно новых инструментов рождает многочисленные оркестровые эффекты, основанные на неожиданных комбинациях и нетривиальных решениях. Так подчеркивается ирреальность ситуации: например, соло контрфагота в качестве характеристики Кресла или танец Пастухов и Пастушек, в котором вместо более ожидаемых флейт и тамбурина (что подразумевается жанром пасторали) звучат кларнет Es и литавра-пикколо.
Говоря об оркестровке оперы «Дитя и Волшебство», Ю. А. Фортунатов подчеркивал: помимо того, что каждый инструмент характеризует того или иного персонажа оперы, тембр этого инструмента может в зависимости от регистра характеризовать совершенно разных персонажей  и разные ситуации. Низкая флейта не равна высокой флейте, так же как контрабасовый флажолет не равен контрабасовой педали. Таким образом Равель расширяет палитру возможностей музыкальных характеристик, не останавливаясь на модели инструмент → персонаж/ситуация, предпочитая более гибкую модель инструмент → тембр → персонаж/ситуация. Точно так же и в вокальных партиях один голос исполняет разных персонажей: колоратурное сопрано одновременно и соловей и огонь и принцесса.
В письме Равелю от 23 февраля 1926 года Ролан-Манюэль[fr], его друг и ученик, делится своими соображениями об оркестровке сочинения: «<...> Серьезная ошибка его статьи [речь о статье Андре Мессаже в журнале Фигаро] заключается в том, что по его мнению Вы жертвуете всем в пользу оркестровых эффектов, в то время как мне представляется, что Дитя есть вещь наименее оркестрованная и наиболее оркестровая из всего, что Вы сочинили».

## Музыкальные особенности

### Плюрализм жанров
Французский музыковед Анри Прюньер, присутствовавший на первой постановке оперы, писал о её жанре так: «В целом, „Дитя и волшебство“ — это новая форма оперы-балета, по типу той, которую писали наши музыканты XVIII века. Пение всегда здесь присоединялось к танцу и рождало действие». Действительно, жанр имеет здесь синтетическую природу, причём танец тесным образом переплетается и даже встраивается в вокальные номера. Артисты не только поют, но и танцуют: таков менуэт, отсылающий к французским клавесинистам в дуэте Кушетки и Кресла или фокстрот в дуэте Чайника и Чашки. Противопоставлен стихии танца Мальчик — единственное человеческое существо в опере, среди всех прочих действующих лиц (если не считать Маму, которая не появляется на сцене). Его реплики и речитативы имеют оперный генезис.
Смесь разных жанров является характерным явлением в творчестве Равеля: например, авторское жанровое определение балета «Дафнис и Хлоя» — хореографическая симфония, в то время как «Болеро» — балет для оркестра. В жанровой палитре оперы «Дитя и волшебство» со старинной оперой-балетом следует отметить жанр феерии, для которого характерно обильное использование декораций и костюмов, а также волшебный сюжет; американскую оперетту, для которой характерно сочетание вокальных и танцевальных номеров; регтайм, колоратурные арии, средневековый органум, контрапункт эпохи ренессанса. В опере есть и точные отсылки к конкретным произведениям: так, ария Дитя «Toi le cœur de la rose», по свидетельству ученика Равеля Мануэля Розенталя — не что иное как пастиш на арию «Adieu notre petite table» из оперы «Манон» Жюля Массне.
Отдельный стилевой пласт в опере связан с джазом. В одном из своих интервью Равель обмолвился о характерном джазовом колорите в своём творчестве: «Никто сегодня не может оспорить важность ритмов. Моя последняя музыка исполнена джазового влияния. Фокстрот и „голубые тоны“ в моей опере „Дитя и волшебство“ суть далеко не единственные примеры». Равель обладал тонким чувством юмора: как раз после написания оперы у Равеля появилась собачка по кличке «Джаз». Родственное слово — «Блюз», стало названием части в скрипичной сонате, которую Равель написал как раз во время работы над оперой. Говоря о джазе и творчестве Равеля, Роберт Орледж считает, что «Дитя» — «самое удачное эклектичное сочетание джаза с разными прочими „инаковостями“».

### Музыкальная драматургия
По мнению французского музыковеда Стефана Эчарри, пример отсылки к органуму с характерным дублированием голоса в квинту дан уже в самом начале оперы в дуэте гобоев:
В то же время Артюр Онеггер говорит в своей рецензии на премьеру, что ощутил в этом гобойном дуэте «некоторый русский колорит». Контрабас присоединяется к гобоям во втором проведении (цифра 1), исполняя флажолеты на струне соль, что делает его тембр абсолютно неузнаваемым. Эчарри отмечает в этом необычном звучании колорит японского гагаку. Фортунатов характеризует этот тембр, как «томительнейщую флейту». Наконец, Янкелевич проводит параллель между звучанием пустых квинт романса Равеля «Ronsard à son âme» и квинтами гобойного дуэта в начале оперы, усматривая в этом отрывке характерную для Равеля в определённых моментах «монотонию» и «гармоническую разряженность».
Отдельно необходимо сказать о метрическом разнообразии в опере в целом и вступительного раздела в частности. Последовательность размеров такова: 8/8, 5/8, 7/8, 4/8, 3/8, 9/8, 6/8. Янкелевич отмечает, что столь частая переменность пульсации у Равеля призвана передать тончайшие изменения эмоции и «сохранить музыку от сползания в предсказуемость застывшей и раз и на всегда выбранной периодичности».
В дуэте Кушетки и Кресла (цифра 17) впервые используется лютеал, имитирующий клависин. Дуэт предваряет соло контрфагота. По мнению Янкелевича, здесь так же можно говорить о характерном для Равеля приеме: движение начинается не сразу, требуется несколько вводных импульсов для раскачки, как например в «Скарбо» из Ночного Гаспара. Дуэт являет собой пример того, как гармония выполняет важную психологическую функцию, точно обрисовывая состояние персонажей. Устойчивый тональный центр соль в басу контрастирует с колористическими аккордами в правой руке:
Дуэт оканчивается общей краткой репликой присоединившихся к дуэту мебели других предметов интерьера: «Не хотим видеть больше Дитя!», которую завершает соль минорный аккорд, словно проясняющий не терпящий возражений общий тон. Тональный центр соль вообще оказывается осевой линией во всей опере наряду с нисходящей квартой, считает исследователь Роджер Николс. Нисходящая кварта венчает оперу вздохом Дитя «Maman», но также характеризует Принцессу и Кошку, наряду с насмешками Маленького старичка. Что же касается тонального центра соль, то заключающий Соль мажорный аккорд, который возникает после доминанты, будто стабилизирует или проясняет ладовую неопределенность начального гобойного дуэта: жесткость и несчатье Дитя в начале оперы преобразились под воздействием силы любви.
Дуэт Чайника и Чашки

Duo de LA THÉIÈRE et de LA TASSE

LA THÉIÈRE Black and costaud, Black and chic, jolly fellow, I punch, Sir, I punch your nose. I knock out you, stupid chose!
Black and thick, and vrai beau gosse, I box you, I marmelade you...

LA TASSE Keng-ça-fou, Mah-jong, Keng-ça-fou, puis' -kong-kong-pran-pa, Ça-oh-râ, Ça-oh-râ...
Ça-oh-râ, Cas-ka-ra, harakiri, Sessue Hayakawa Hâ! Hâ! Ça-oh-râ toujours l'air chinoâ.
Вслед за дуэтом Кушетки и Кресла следует появление Часов (цифра 21). Механистичность оживших Часов передана характерной инструментовкой и повторяемыми слогами «Динь, динь». Однако Колетт в своём либретто придаёт этому персонажу экзистенциальную глубину: «Быть может, если бы нас [Часы] не покалечили, то ничего бы не изменилось в этом доме. Быть может, никто бы здесь не умирал... если бы мы могли продолжать бить одинаковые, похожие друг на друга часы». По мнению Андреа Мальвано, на словах «Moi, moi qui sonnais des douces heures» (3 такта до цифры 24) вокальная линия Часов приобретает нежный и аффектированный характер, сближающий этот момент с итальянской оперой: фраза наполнена широким дыханием. Этой аллюзии достаточно, чтобы придать Часам человечности и способности чувствовать. Килпатрик отмечает изменение оркестрового колорита в этом эпизоде: соло контрабаса с нежным тембром арфы как бы переносят действие в прошедшее время, сообразно ностальгии Часов. Характеризуя эту сцену, Энцо Рестаньо говорит о необычности решения доверить гуманистическую идею победы над смертью механическому объекту, на который обыкновенно смотрят как на бесчувственный.
Дуэт Чайника и Чашки (цифры 28—37) — пример работы Равеля с жанровой моделью регтайма, где рефрен (цифра 33) обыгран в политональном ключе: «чёрная» бемольная тональность Чайника звучит в одновременности с «белой» пентатоникой Чашки. Орледж замечает, что после До-бемоль мажора (5 тактов до цифры 31) ожидается, согласно тональной логике регтайма, переход в субдоминанту, то есть Фа-бемоль мажор. Вместо этого следует смещение на полтона в Фа мажор (цифра 31). Куплет Чашки основан на ономатопее, имитирующей китайский, в то время как рефрен Чайника основан на игре французского и английского языка — «франгле». Чайник и Чашка не обращаются к Мальчику напрямую, в отличие от Кушетки и Кресла, а также Часов.
Примером бравурной колоратурной арии является ария Огня, пронизанная ритмом тарантеллы. Равель использует почти что весь диапазон сопрано: от d1 до d3. Как отмечает Фортунатов, ария выполнена в стиле французской комической оперы и несколько напоминает Делиба.
Огонь обращается к Мальчику напрямую, впервые используя «ты».
Первая лирическая кульминация, как отвечает Мартынов, «несколько холодноватая, как и полагается в волшебной сказке, предназначенной удивлять, а не трогать: звучит плавная и спокойная мелодия, сопровождаемая традиционными арпеджио арф».

### Особенности вокального письма и работы со словом
Три десятка вокальный ролей, распределенных между предметами, растениями и животными, а также хоровые партии Пастухов и Пастушек, лягушек, деревьев — все это создает уникальный с точки зрения вокальных приемов звуковой мир. Природа вокального письма в этой опере не имеет ничего общего с предыдущей оперой «Испанский час». Мелодика Дитя значительно богаче механистической мелодики Часа, на что указывал сам композитор.
Палитра различных приемов пения огромна: от пения с закрытым ртом до колоратурной арии, включая речитатив, parlando, шёпот, крик. Равель так же использует прием пения с зажатым носом в сцене с Учителем Арифметики, комические повторения слогов, что связывает его с традицией французских оперетт. Наконец, в кошачьем дуэте голос трактуется инструментально, с использованием назальных фонэм.
Одной из особенностей вокального письма Равеля является повторность слогов, создающая ощущение ономатопеи. Например, такого рода «ономатопеические пейзажи» есть в Трех песнях для смешанного хора, где автором текста выступил сам композитор. В частности, по мнению Килпартрик в «Николетте» есть параллель со сценой с учителем Арифметики — Маленьким Старичком: 

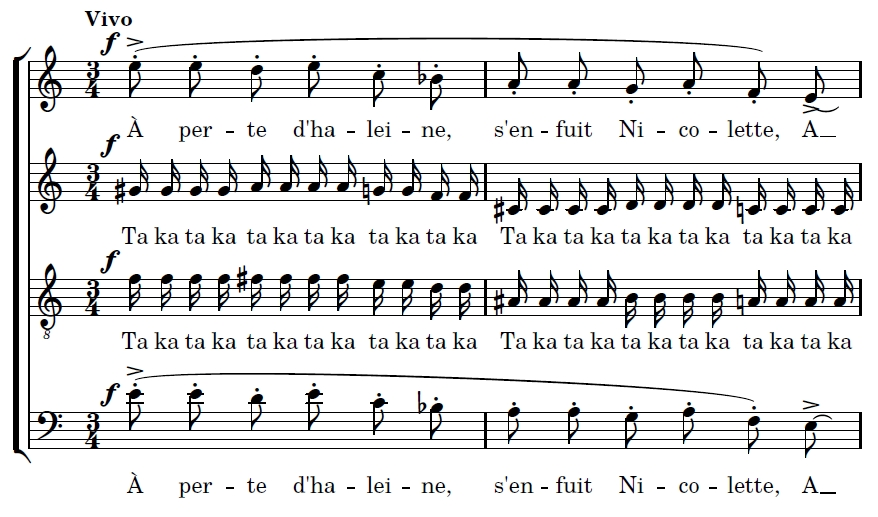
Фрагмент хора «Николетта» М.Равеля
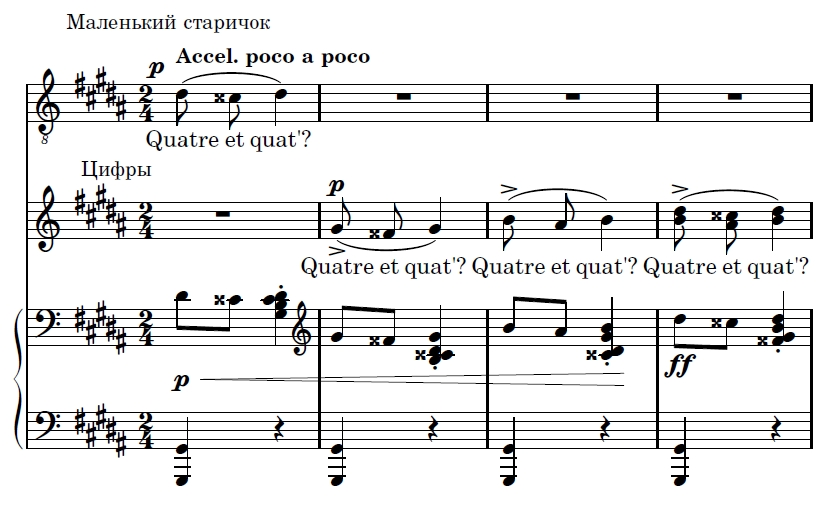
М.Равель, «Дитя и волшебство», Маленький Старичок и цифры

## Премьера и первые постановки

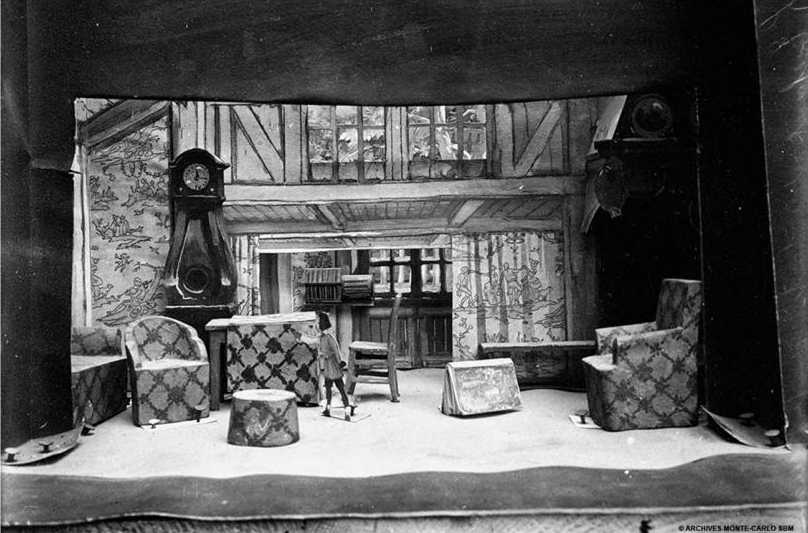
Декорации к мировой премьере оперы «Дитя и волшебство» Равеля в опере Монте-Карло, 1925 год.

Март 1925 года Равель провел в Монте-Карло, наблюдая за репетициями и внося многочисленные корректуры в партитуру оперы. Репетиционная подготовка проходила успешно во многом благодаря высокому профессионализму музыкантов. В письме Жаку Дюрану от 16 марта 1925 года Равель сообщает: «Благодаря превосходному оркестру, которому нравится сочинение, а также дирижеру, подобного которому мне ещё не приходилось встречать, все сложилось так, как нужно <…> Кошачий дуэт никогда не будет промяучен лучше, чем Мадам Дюбуа и Варнери».
Мировая премьера оперы «Дитя и волшебство» 21 марта 1925 года состоялась через 25 лет после первой встречи Равеля и Колетт, и через 27 лет после первого публичного исполнения музыки Равеля в марте 1898 года. Опера была восторженно принята аудиторией, критикой и композиторами, присутствовавшими на премьере.

### Отзывы на премьеру в Монте-Карло
О триумфальном успехе мировой премьеры единодушно свидетельствуют многочисленные отзывы. Так, Артюр Онеггер говорил об оглушительном успехе оперы и, в особенности, восторгался дуэтом Кота и Кошки. Анри Прюньер писал, что «важная космополитическая публика Монте-Карло была захвачена мелодическим шармом и чарующей музыкой». Критики отмечали новаторство Равеля, говорили о «совершенно новом вдохновении», подчеркивая сочетание юмора и тонкости эмоционального колорита партитуры.
Сергей Прокофьев, также присутствовавший на премьере нового сочинения Равеля, записал в своём дневнике: «Самое начало огорчительно, кофейник тоже, но когда полезли кресла, то хорошо и много ещё хорошего, вроде кошачьего дуэта, (атаки учителя арифметики с цифрами), ягнёнка и много других мест, где Равель обнаружил массу изобретательности. Рядом с этим тоскливое появление книги, весьма сомнительного вкуса балет и много других промахов. В общем произведение очень неровное. Но оркестровка очаровательная. Говорят, Орику какой-то журнал поручил дать отзыв и Орик, ненавидя и презирая Равеля, не знал, как выйти из положения. Однако, если бы Орик научился оркестровать хоть в половину так хорошо, как Равель, он мог бы быть счастлив».

### Французская премьера в Опера-Комик

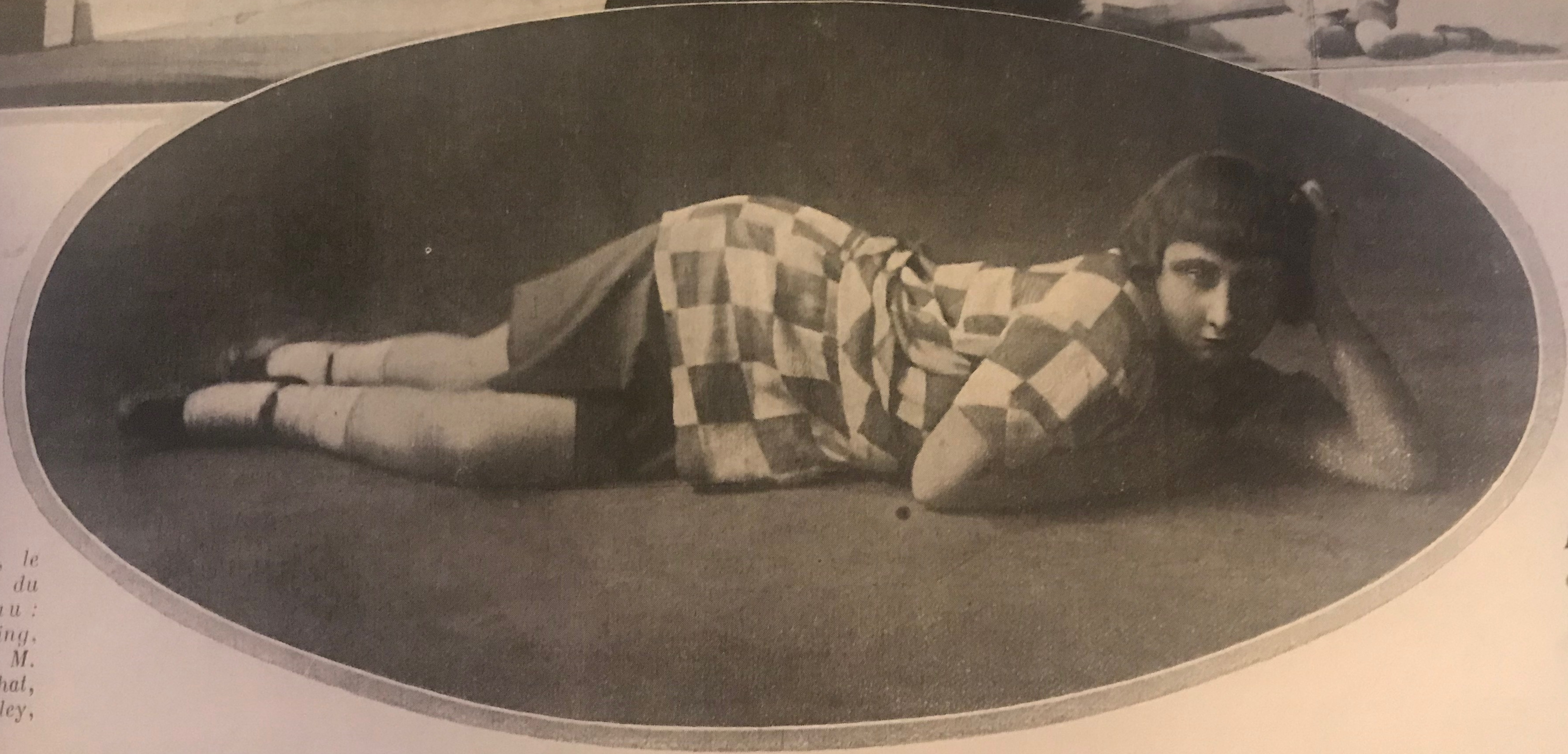
Мария-Тереза Голей в роли Дитя, Опера-Комик, 1926 год.

В октябре 1925 года парижский театр Опера-Комик подтвердил намерение осуществить первое исполнение оперы во Франции. Репетиции начались 25 ноября 1925 года, а сама французская премьера состоялась 1 февраля 1926 года. По причине турне в Скандинавии композитор не смог присутствовать на французской премьере, прошедшей в атмосфере скандала и недовольства публики Опера-Комик. Композитор и музыковед Ролан-Манюэль писал Равелю после премьеры: «Дирекция прокляла Вас до седьмого колена. Ваша опера каждый вечер звучит в скандальной атмосфере». По свидетельству Ролана-Манюэля часть публики враждебно восприняла модернизм оперы, друга я же часть наоборот, восторженно ее поддерживала. Анри Прюньер отмечал, что постановке Опера-Комик не доставало блеска Русского балета Дягилева, как на премьере в Монте-Карло, так же как и особой атмосферы энтузиазма артистов в целом. Среди артистов, участвовавших как в премьере Монте-Карло так и в постановке Опера-Комик была исполнительница заглавной роли Мария-Тереза Голей. Ее высокий профессионализм и артистическая яркость отмечались критиками. Отдельно говорили о невероятной точности исполнения дирижера этой постановки Альберта Вольфа. Помимо дирижирования наизусть, Вольф продемонстрировал виртуозность и умение добиваться от оркестра больших контрастов и ритмической слаженности.

## Русский балет Дягилева
Мировая премьера оперы-балета Равеля в Монте-Карло состоялась при участии Русского балета Дягилева, проводившего зимние месяцы на Лазурном берегу ещё с 1922 года. Антреприза прибывает в Монте-Карло 12 января 1925 года вместе с 21-летним Джорджем Баланчиным, только что начавшим свою работу с труппой. Опера-балет «Дитя и Волшебство» стала первой хореографической работой Баланчина за пределами России.

Начиная с 1925 года, я стану проводить репетиции с балетами, которые значатся в репертуаре Антрепризы Дягилева, в то же самое время продолжая танцевать и заниматься хореографией десяти новых вещей [...] Возможно ли когда-нибудь забыть эти репетиции, если находившийся рядом со мной человек был... Равель собственной персоной?
Оригинальный текст (фр.)A partir de 1925, je dirigeai les répétitions des ballets qui figuraient au répertoire de la Compagnie de Diaghilev tout en continuant à danser et tout en réglant la chorégraphie de dix œuvres nouvelles [...] Comment pourrais-je jamais oublier ces répétitions, quand l'homme à mes côtés... était Ravel lui-même ?
— Balanchine. Histoire de mes ballets
Партию дыма исполнила Алисия Маркова. Вместе с Верой Савиной они также танцевали партии двух белок. Партию бабочки танцевала Александра Данилова, впоследствии вспоминавшая, что во время репетиции в приказном порядке просила пианиста играть быстрее или медленнее, даже не подозревая, что пианист — Равель.

### Конфликт между Дягилевым и Равелем
«Самый любезный и самый коварный импресарио» — так Равель характеризует в одном из своих писем Сергея Павловича Дягилева. Как известно, взаимоотношения Дягилева и Равеля уже были весьма натянутыми во время их предыдущей совместной работы — балетом «Дафнис и Хлоя», завершившиеся практически полным разрывом. Заказанный Дягилевым «Вальс» встретил весьма холодный прием у русского импресарио. Об этом вспоминал Франсис Пуленк, рассказывая об одной из встреч в парижском салоне у Миси Серт. Дягилев, услышав исполнение «Вальса» Равеля на двух роялях, за одним из которых был сам композитор, сказал следующее: «Равель, это шедевр, но это не балет… Это портрет балета, это живописное изображение балета», после чего композитор молча покинул комнату.

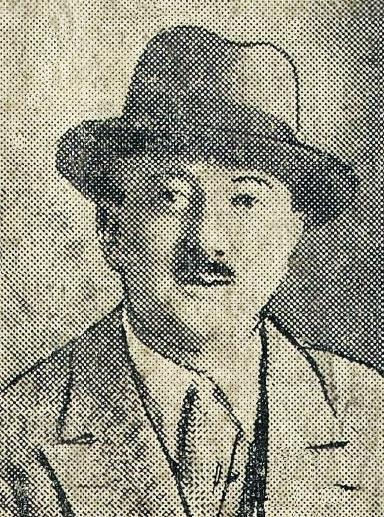
Рене Леон, администратор Общества морских купален Монако.

В Монте-Карло Равель и Дягилев остановились в одном и том же отеле — «Hôtel de Paris». За восемь дней до премьеры чуть не произошел саботаж: Дягилев сказал своей труппе, что он снимает всех с участия в премьере. Причиной послужил случай в отеле: отказ Равеля подать руку Дягилеву. Ситуацию спас Рене Леон (фр. René Léon), администратор Общества морских купален — главного акционера оперы Монте-Карло. Данное обстоятельство становится ясным из письма Леона Дягилеву от 14 марта 1925 года. В письме Леон напоминает Дягилеву об обязательствах, связанных с контрактом между его труппой и театром Монте-Карло, а также недоумевает по поводу аргументов, которые привел Дягилев, мотивируя свой демарш: по́зднее получение нотного материала и трудность музыки Равеля. «Становится прелюбопытным факт возникновения этих трудностей всего лишь через несколько часов после одного происшествия в вестибюле Hôtel de Paris, которое по всей видимости настроило Вас против г-на Равеля и после которого, по свидетельству многих присутствовавших, Вы заявили: „Они у меня никогда не будут танцевать в его опере“», писал Леон. Авторитет Общества морских купален и настойчивость Гюнсбурга и Леона оказали действие на Дягилева, в конечном счете не ставшего срывать премьеру.

## Дискография
История коммерческих записей оперы Равеля началась в 1948 году, когда Эрнест Бур записал это произведение с Хором и Оркестром французского радио. Запись отличается четким произношением текста солистами и особенной французской манерой пения с легким вибрато.
В 1986 году чешский хореограф Иржи Килиан поставил балет «Дитя и волшебство», переместив пение за кадр.
| Год  | Оркестр                                               | Дирижёр        | Партии                                                                                    | Лейбл               | Студийная/концертная запись |
| ---- | ----------------------------------------------------- | -------------- | ----------------------------------------------------------------------------------------- | ------------------- | --------------------------- |
| 1947 | Оркестр Радио Франции                                 | Эрнест Бур     | Сутро, Шарлей, Турба-Рабье, Ангелиcи, Пейрон, Вессьер, Мишель, Прижан, Маркадур, Легуи    | Testament           | Студийная                   |
| 1954 | Оркестр романской Швейцарии                           | Эрнест Ансерме | Венд, де Монмоллен, Мильетт, Данко, Кюэно, Ловано, Турен, Кюэно, Молле, Турен             | DECCA               | Студийная                   |
| 1960 | Национальный оркестр Французского радио и телевидения | Лорин Маазель  | Ожеас, Коллар, Жильма, Жильма, Сенешаль, Рефус, Бербье, Сенешаль, Моран, Бербье           | Deutsche Grammophon | Студийная                   |
| 1963 | Национальный симфонический оркестр Итальянского радио | Петер Мааг     | Дитя — Лучини, Мать — Мако, Огонь — Меспле, Часы — Молле, Маленький старичок — Сенешаль   | Arts                | Концертная                  |
| 1982 | Лондонский симфонический оркестр                      | Андре Превин   | Дэвенни-Винер, Жослин, Ожер, Ожер, Лэнгридж, Бастен, Бербье, Лэнгридж, Хюттенлохер, Финни | EMI                 | Студийная                   |
| 2016 | Филармонический оркестр Радио Франции                 | Микко Франк    | Брио, Штуцман, Девьей, Девьей, Пиолино, Куржаль, Пастюро, Пиолино, Лапуант, Пастюро       | Erato               | Концертная                  |

## Комментарии
1. ↑  Во многих русскоязычных источниках авторское жанровое определение fantasie lyrique переводится как лирическая фантазия. Такой перевод устоялся в музыковедческой литературе в советское время, начиная с лирических трагедий Рамо. В то же время понятие lyrique применительно к театральной сфере точнее переводится на русский язык как музыкальный [4][5]. Жанровое определение сочинения Равеля представляет собой проблему, см. о ней в статье.
2. ↑  Авторское указание в партитуре (цифра 1): «en pleine crise de paresse» или «находясь в состоянии совершеннейшей лени»
3. ↑  Руше поставил в 1917 году балет Равеля «Аделаида» в театре Шатле[27] и в 1921 году оперу «Испанский час» в Гранд-Опера.
4. ↑  Сиди — прозвище супруга Колетт Анри де Жувенеля[фр.] — известного политического деятеля.
5. ↑  Документ из фонда Руше в Музыкальной библиотеке Парижской Оперы. Bm-O, Fonds Rouché 406, LAS Colette de Jouvenel 1.
6. ↑  Сходный прием Равель использовал в сочинённых им сразу после оперы «Мадагаскарских песнях[фр.]» в песне «Aoua!»
7. ↑  Как отмечает Эчарри, последняя фраза Чашки «Kek-ta fouhtuh d’mon Kaoua?» (Ты что сделал с моим кофе?), где Kaoua — арабское обозначение кофе, придаёт дуэту еще более юмористический характер, ведь казалось, что Чашка спорит с Чайником о чае[65].
8. ↑  Порядок партий, если не указано иное — Дитя, Мать/Чашка, Огонь, Принцесса, Чайник, Кресло, Пастушка, Маленький старичок, Часы/Кот, Кошка